# FC Universitatea Cluj-Napoca
Fotbal Club Universitatea Cluj-Napoca é um clube de futebol profissional romeno da cidade de Cluj-Napoca que joga o Campeonato Romeno de Futebol.
O principal rival do clube é o conterrâneo CFR Cluj.  

## Títulos

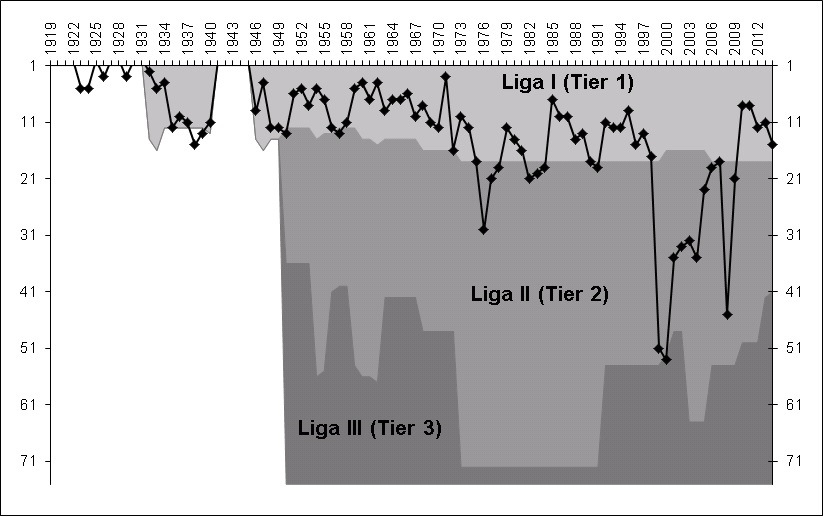
Posição do Universitatea Cluj-Napoca no Campeonato Romeno ao longo da história

### Nacionis
Liga I:
- Vice-Campeão (1): 1932-1933

Liga II:
- Campeões (6): 1950, 1957–58, 1978–79, 1984–85, 1991–92, 2006–07
- Vice-Campeão (3): 1939–40, 1983–84, 2009–10

Liga III:
- Campeões (1): 2000–01

Copa da Romênia:
- Campeões (1): 1964–65
- Vice-Campeão (3): 1933–34, 1941–42, 1948–49

Copa da Liga:
- Vice-Campeão (1): 1998

### Europeu
Taça dos Clubes Vencedores de Taças:
- Second round 1965–66

Liga Europa da UEFA:
- First round 1972–73

Copa Intertoto da UEFA:
- Group Stage 1995